# أودري أرنوت
أودري أرنوت (بالإنجليزية: Audrey Arnott)‏ (1901-1974) هي رسامة طبية عملت مع جراح الأعصاب هيو كايرنز في مستشفى لندن. ثم إنتقلت معه إلى جامعة أوكسفورد عندما عين أستاذا أولا عام 1939.
أنشئت اتحاد الفنانين الطبيين في بريطانيا من منزلها في مدينة ولفيركوت عام 1949.

## تدريبها
تخرجت أودري من الكلية الملكية للفنون. وعينت كفنانة لدى هيو كايرنز. الذي ساعدها على الحصول على مكان في أكاديمية الفنون الجميلة في ليبزيغ للعمل كرسامة. حيث تدربت على يد ماكس برودل، مؤسس أول قسم للفنون التطبيقية الطبية في جامعة جون هوبكنز عام 1911.
علم برودل أودري تقنيات الريم على لوح روس باستخدام غبار الكاربون. وهي تقنية نقلتها لاحقا إلى رسامين طبيين آخرين. وكانت حينها الطالبة البريطانية الوحيدة في القسم. لهذا السبب تعتبر رائدة في التقنية المذكورة في بريطانيا.

## سيرتها العملية
رافقت أودري الطبيب كايرنز في جامعة أوكسفورد عندما أفتتح قسم الجراحة العصبية عام 1939. حيث عملت خلال الوقت الذي قضته هناك عدد من الرسومات العصبية باستعمال التقنية المذكورة.
اعتبرت رسوماتها مثال لتوضيح الصور المرسومة بالأسود والأبيض لعرض التفاصيل التشريحية والجراحية والباثولوجية، مع الحفاظ على الأسلوب الفني المميز.

## تأثيرها
تعتبر أودري ذات تأثير على مجال الرسم الطبي في المملكة المتحدة. حيث عملت على تدريب عدد من الفنانين التقنية المذكورة، بما في ذلك مارغريت مكلارتي (فنانة طبية في قسم التخدير).
نشرت لاحقا كتاب «الرسم في الطب والجراحة». وقد أصبح أساسيا في مجال الرسم الطبي. ثم أسست مع مارغريت ورسامين أخرين اتحاد الفنانيين الطبيين في بريطانيا بتاريخ 2 نيسان 1949.
كان الاتحاد أول مؤسسة احترافية للفنانين الطبيين. وعملت على رفع معايير الفن الطبي عبر التدريب والتعليم والدراسات.